# Gang Related (film)
Gang Related is een Amerikaanse misdaadfilm uit 1997 onder regie van Jim Kouf. De hoofdrollen worden vertolkt door James Belushi en Tupac Shakur.

## Verhaal
Frank Divinci en Jake Rodriguez zijn twee corrupte politieagenten die, zich voordoend als drugsdealers, eerst het geld voor de verkochte drugs innen en vervolgens de koper vermoorden en de goederen terugnemen.
Op een avond vermoorden ze echter een koper zonder te weten dat hij eigenlijk een undercover DEA-agent was. De zaak wordt groter en de FBI raakt erbij betrokken. Om de verantwoordelijkheid voor hun daden te ontlopen, besluiten ze iemand erin te luizen en voor de moord te laten opdraaien.

## Rolverdeling
- James Belushi - Det. Frank Divinci
- Tupac Shakur - Det. Rodriguez
- Lela Rochon - Cynthia Webb
- Dennis Quaid - Joe Doe / William
- James Earl Jones - Arthur Baylor
- David Paymer - Elliot Goff
- Wendy Crewson - Helen Eden
- Gary Cole - Richard Simms
- Terrence C. Carson - Manny Landrew
- Brad Greenquist - Richard Stein
- James Handy - Capt. Henderson
- Kool Moe Dee - Lionel Hudd